# Louis Gauffier
Louis Gauffier est un peintre français, né le 10 juin 1762 à Poitiers, mort à Florence le 20 octobre 1801. 

## Biographie
Né en 1762, il devient élève d'Hughes Taraval, et remporte le Prix de Rome de peinture d'histoire en 1784, en même tempsque Jean-Germain Drouais, l'élève préféré de Jacques-Louis David. Tous deux pratiquent le style néoclassique, en moins rude pour Gauffier. Le jour où le prix est décerné, leurs camarades les portent en triomphe.
Ce prix permet aux deux jeunes gens de partir quatre ans à l'Académie de France, à Rome, aux frais de la Couronne, Drouais étant même accompagné par son maître. Sans doute à cause du mauvais climat de la Ville éternelle, ils tombent gravement malades en même temps; Drouais meurt en février 1788, Gauffier en réchappe.
Pendant ces quatre ans, il peint La prédiction de la naissance de Samson en 1786, Jacob et les filles de Laban en 1787, Auguste et Cléopâtre en 1788 (directement pour le comte d'Angiviller,  directeur et ordonnateur général des bâtiments, jardins, arts, académies et manufactures royales), Alexandre et Efestion en 1789. 
En mars 1790, il épouse son élève Pauline Chatillon. Ils auront deux enfants (autoportrait familial ci-contre). Gauffier reçoit encore quelques commandes officielles du nouveau pouvoir révolutionnaire, dont La générosité des dames romaines en 1791.

En 1793, en répercussion de la guerre entre la République française et plusieurs puissances européennes, les Français de Rome sont en butte à des manifestations violentes. Les Gauffier quittent Rome, comme d'autres artistes (François-Xavier Fabre, Girodet, Étienne-Barthélémy Garnier). Ils viennent s'établir à Florence.

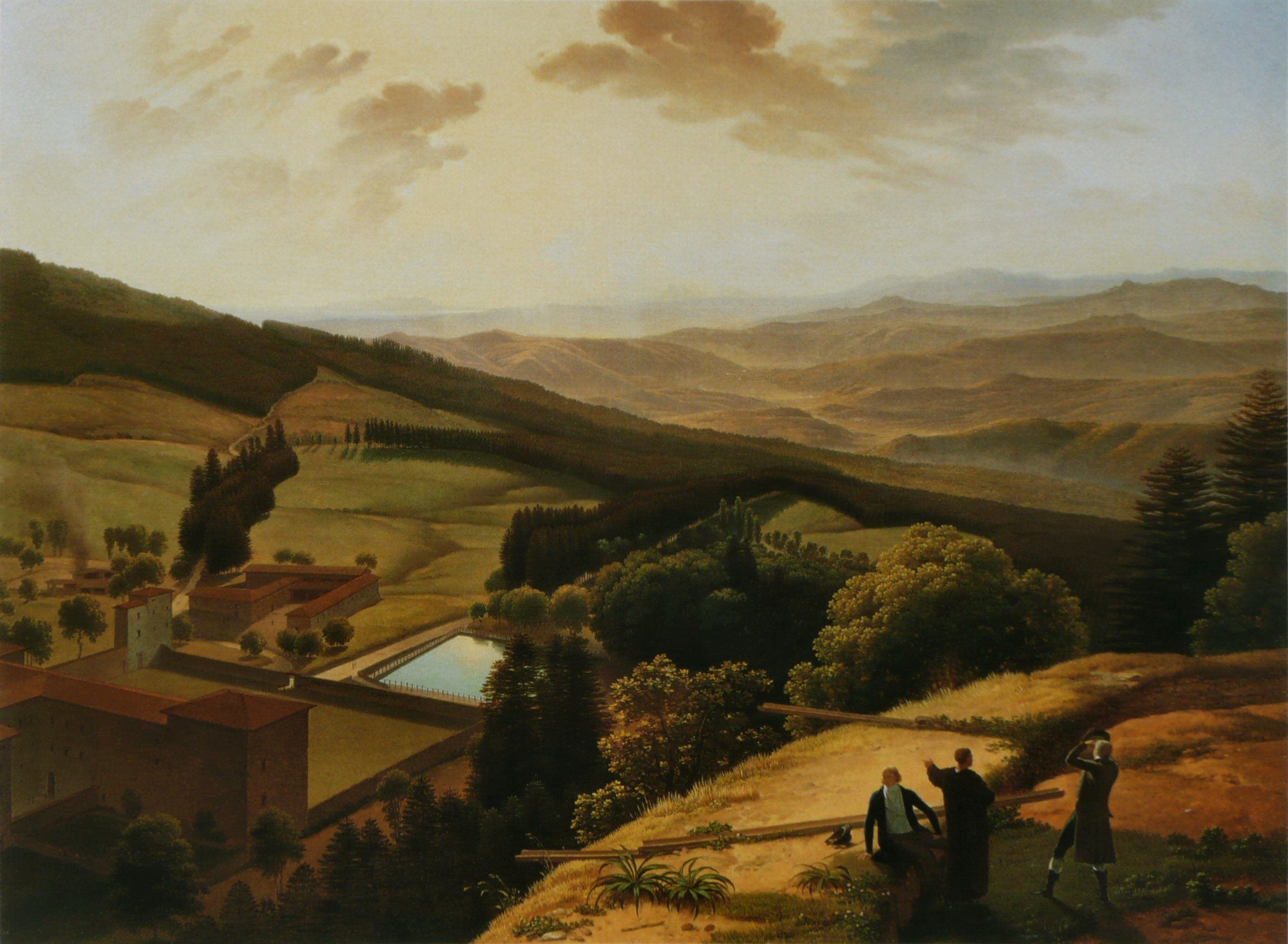
La vallée de l'Arno vue depuis le Paradisino de Vallombrosa, Philadelphia Museum of Art

Gauffier devient le portraitiste attitré des voyageurs européens, surtout anglais, pratiquant le Grand Tour, comme de ses compatriotes, administrateurs ou militaires (le général Bonaparte a mis fin, en 1797, à la neutralité du duché de Toscane). Parmi ces derniers, et c'est une dernières oeuvres de Gauffier, le général Dumas (le père du célèbre écrivain) qui a rompu avec Bonaparte en Egypte et préfère se faire portraiturer en chasseur.
Il peint également des paysages dont quatre grands tableaux  consacrés à l'abbaye de Vallombrosa.
Louis Gauffier qui aura toujours été d'une santé fragile meurt en octobre 1801, à l'âge de 39 ans, trois mois seulement après son épouse, âgée de 29 ans.

### Postérité
En 2022, une exposition « Le Voyage en Italie de Louis Gauffier » à Montpellier (puis à Poitiers) présente plus d'une centaine de tableaux et de dessins de Louis Gauffier et de ses contemporains,,.

### Notice nécrologique de Louis Gauffier, en 1803 parCharles Paul Landon
« Gauffier naquit à Rochefort [sic]. Quoique ses parents ne fussent pas dans l’aisance, ils l’envoyèrent à Paris dès sa jeunesse. Il y suivit les études de l’Académie de peinture, où ses heureuses dispositions ne tardèrent pas à se développer.

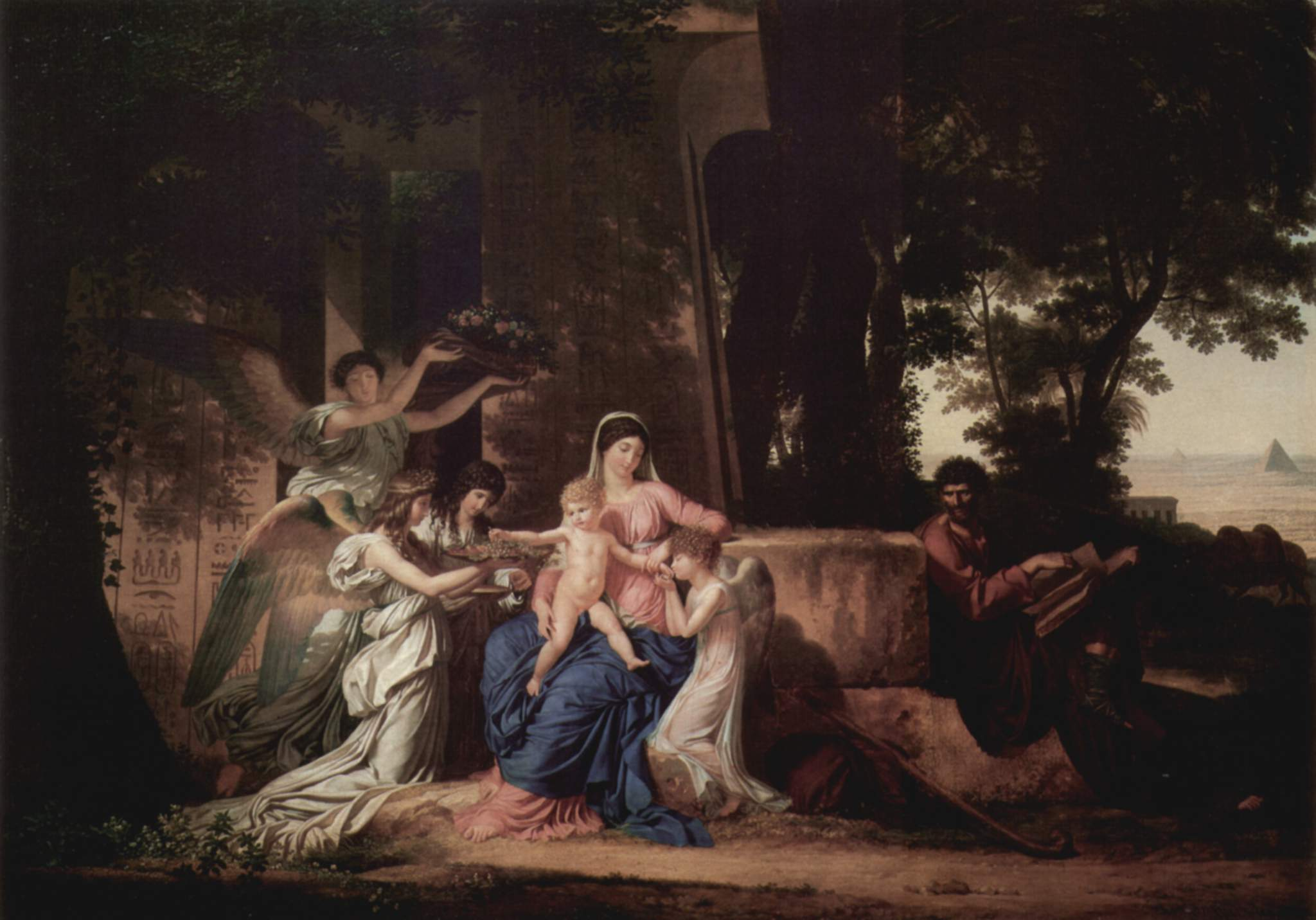
Louis Gauffier, Le Repos de la Sainte Famille en Égypte (1792), Musées de Poitiers

Il concourut en 1783 pour le grand prix de Rome : le sujet était La Cananéenne aux pieds de Jésus-Christ. On sait avec quelle supériorité Drouais, élève de David, se présenta à ce concours. L’académie rendit  une justice éclatante aux beautés de son tableau, mais elle reconnut aussi le mérite de celui de Gauffier, et chacun de ces jeunes rivaux obtint un premier prix. Gauffier résida à Rome pendant six années, revint en France en 1789, et fut agréé à l’académie de peinture. L’attrait que le séjour de Rome a pour les artistes, rappela Gauffier dans cette ville, et bientôt il y trouva une épouse dont les talents et les vertus aimables sympathisaient avec son caractère. Il fixa depuis son séjour à Florence, où la mort lui enleva son épouse. Gauffier, dont la santé avait toujours été très faible, ne put résister à cet affreux événement, et deux mois après avoir perdu sa compagne il la suivit au tombeau, au moment même où le Gouvernement songeait à lui faciliter les moyens d’exercer ses talents en France. Gauffier n’avait alors que trente-huit ans. On distingue parmi les meilleurs ouvrages, qui sont presque tous à Paris, Alexandre posant son cachet sur la boucle d’Ephestion ; Les Dames romaines faisant don à la patrie de leurs bijoux et de leurs ornements ; Le Sacrifice de Manué ; Laban et Rachel, etc.
Ses tableaux, ceux de son épouse et quelques autres ouvrages dont il avait fait l’acquisition, ainsi que ceux qu’il tenait de l’amitié de plusieurs artistes distingués, ont été recueillis, conformément à ses dernières volontés, par MM. Mérimée et Chaudet. Ils viennent d’être vendus au profit de ses deux enfants de bas âge, auxquels il n’a pu laisser d’autre patrimoine. »

— Landon, Les Annales du musée,1803, tome, IV, page 89-90.

## Œuvres

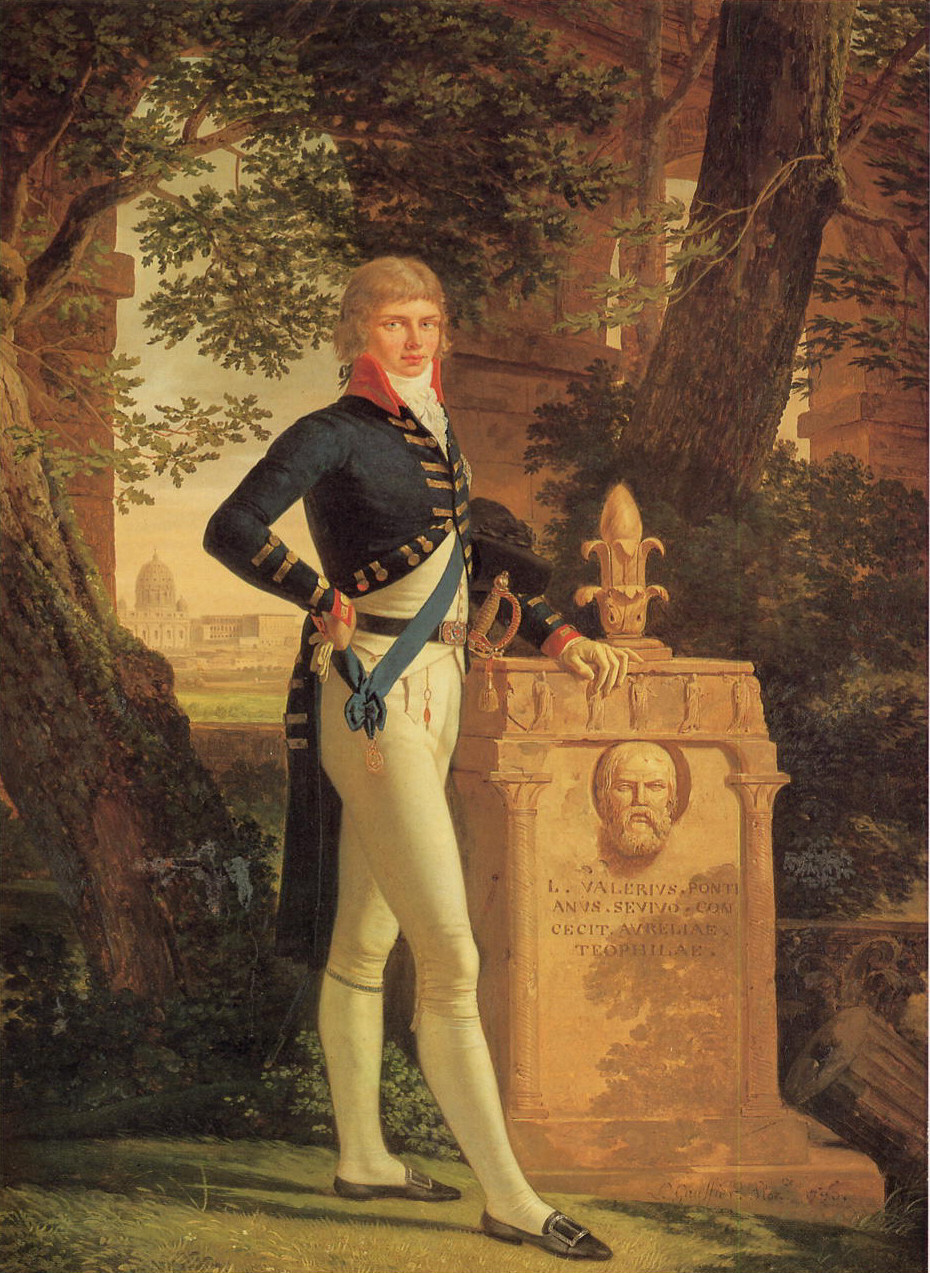
Portrait du Prince Augustus-Frédérick

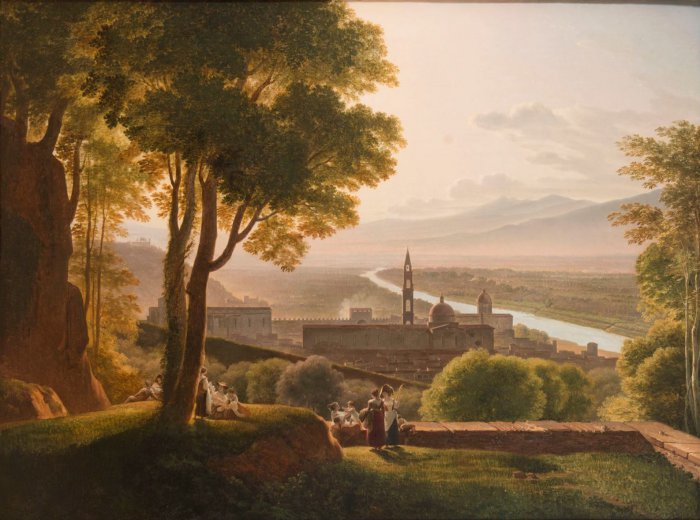
Vue sur la vallée de l'Arno à Florence (1795), Musée Fabre

- 1786, La prédiction de la naissance de Samson, Poitiers, Musée Sainte-Croix
- 1787, Jacob et les filles de Laban, Paris, musée du Louvre
- 1788, Auguste et Cléopâtre, National Gallery of Scotland, Édimbourg.
- 1791, Ulysse découvert par Achille parmi les filles de Lycomède, huile sur toile, 81, 5 par 114, signée, datée et localisée L. Gauffier Roma 1791, vente Sotheby's Milan, 15 décembre 2009, n° 52 du catalogue, adjugée pour 504 750 €.
- 1791 La Générosité des dames romaines, Poitiers, Musée Sainte-Croix
- 1792 Le repos de la Sainte Famille pendant la fuite en Égypte, Poitiers, Musée Sainte-Croix
- 1792 Dames romaines suppliant la famille de Coriolan, Fontainebleau, Château de Fontainebleau
- 1793 L'apparition des anges à Abraham, Fontainebleau, Château de Fontainebleau
- 1795, Vue de la vallée de l'Arno à Florence, Montpellier, musée Fabre[6]
- 1797 Série de quatre peintures du monastère de Vallombrosa
  - Vue de l'abbaye de Vallombrosa, 82 × 114 cm, Montpellier, Musée Fabre[7]
  - La Cascade du Vicano à Vallombrosa, San Francisco, San Francisco Art Museum
  - Le Monastère de Vallombrosa et la vallée de l'Arno vus du Paradisino, huile sur toile, 82 × 114 cm, Philadelphia Museum of Art[8]
  - Le Vivier de Vallombrosa avec des cavaliers et des moines, Huile sur toile, 82 × 114 cm, Philadelphia Museum of Art[9]
- La Vallée de l'Arno vue depuis le Paradisino de Vallombrosa, 38 × 51 cm, Paris, Musée Marmottan[10]
- 1798, Ulysse et Nausicaa, Poitiers, Musée Sainte-Croix
- Portrait du prince Augustus Frederick, futur duc de Sussex, Karlsruhe, Staatliche Kunsthalle Karlsruhe
- Pygmalion et Galatée, Manchester, Manchester Art Gallery
- Portrait de Thomas Penrose, Minneapolis, Minneapolis Institute of Arts
- Portrait du comte Gustaf Mauritz Armfelt, Stockholm, Nationalmuseum
- Orphée repoussant l'amour des femmes de Thrace, Poitiers, Musée Sainte-Croix